# One (album de Patrice)
Pour les articles homonymes, voir One.
Albums de Patrice
Free-Patri-Ation
(2008) The Rising of the Son
(2013)
One est le sixième album du musicien allemand Patrice paru en 2010.

## Liste des morceaux
Dans l'édition classique :
1. The Maker
2. Ain't Got No, I Got Life
3. Walking Alone
4. Kingfish
5. New Day
6. Ten Man Down
7. Wiggle & Rock
8. Nobody Else's
9. Nothing Better
10. Knockin'
11. Situation
12. Don't Cry
13. Visions

En plus dans l'édition Deluxe : 
- New Day (Acoustic)
- Ain't Got No (I Got Life) (Acoustic)
- Nobody Else's (Acoustic)
- King's Love (Acoustic)
- Walking Alone (Acoustic)
- King's Love
- The Ghost
- My L

Le morceau Ain't Got No, I Got Life est une reprise de Nina Simone.